# Internationell flygplats

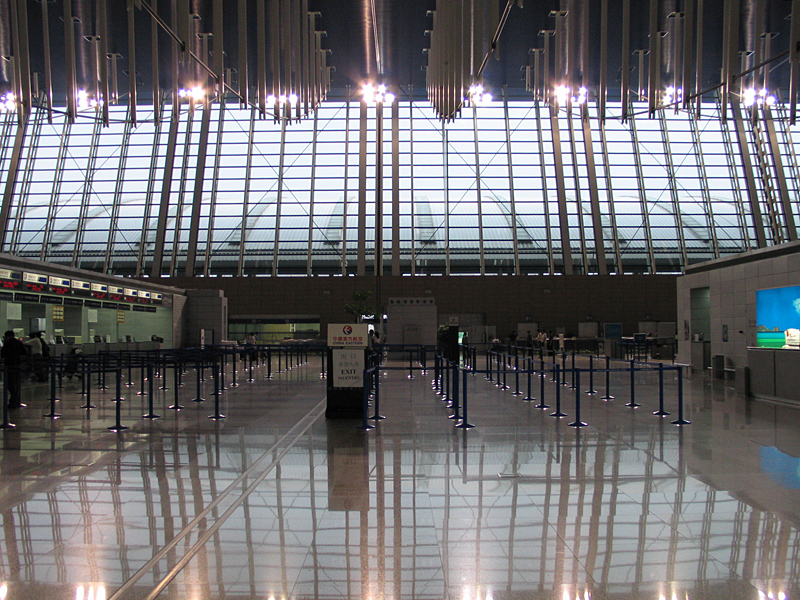
Terminal 1 i Shanghai Pudong International Airport.

En internationell flygplats är en flygplats med gränskontroll och tullfaciliteter som gör det möjligt för passagerare att resa mellan länder. De flesta större flygplatser är internationella. De har oftast både utrikes och inrikes trafik. Till ytan mindre länder som till exempel Belgien har dock ofta ingen inrikes reguljär flygtrafik.
Vid internationella flygplatser finns det tull- och passkontroll, för att kontrollera bagage och last samt passagerarnas rätt att resa in i landet. Normalt är de separata så att passagerarna inte behöver bära med sig bagaget genom passkontrollen. Tullkontrollen är placerad efter bagageutlämningen, eftersom man vill veta vem som ansvarar för vilket bagage.
Vid större internationella flygplatser i många länder ankommer och avgår flygplanen från ett transitområde, där passagerare som bara ska byta mellan två utrikesflygningar kan uppehålla sig, utan att behöva gå genom passkontrollen.
Områdena där flygplanen finns måste man hålla kontroll över så att utrikes och inrikes ankommande inte blandas.
Enligt Schengenavtalet ska resor mellan Schengenländer ske utan passkontroll, vilket ger tre kategorier ankommande. De från ett Schengenland ska gå genom tull men inte passkontroll. Därför har många flygplatser byggts om så att endast en mindre del av utgångarna ligger bortom passkontrollen.
I USA har man inte något transitområde, så alla utrikes ankommande måste gå genom passkontrollen även om de bara ska vidare till ett annat land. Ett undantag är för flygplan från Kanada, för dem kan passkontrollen ofta göras i Kanada före ombordstigning.